# Górnośląskie Koło Ornitologiczne
Górnośląskie Koło Ornitologiczne (GKO) – powstało w roku 1981 na Uniwersytecie Śląskim w Katowicach jako Katowickie Koło Sekcji Ornitologicznej Polskiego Towarzystwa Zoologicznego. Celem stowarzyszenia są szeroko pojęte badania awifaunistyczne oraz ochrona przyrody na terenie działania Koła.

## Historia
Najważniejsze wydarzenia w historii GKO:
- Na przełomie 1979/80 roku pracownik chorzowskiego ogrodu zoologicznego, magister biologii Piotr Cempulik, zaczął prowadzić zajęcia z zakresu ornitologii dla zainteresowanych uczniów szkół średnich z Górnego Śląska. Zajęcia te zaowocowały wstąpieniem kilku osób w nich uczestniczących (trzej z nich: Jacek Betleja, Wiesław Chromik i Gustaw Schneider, są nadal aktywni w działalności GKO) do zakładanego przez Tadeusza Krotoskiego Katowickiego Koła Sekcji Ornitologicznej Polskiego Towarzystwa Zoologicznego.
- W 1980 roku rozpoczęły się starania o utworzenie Koła z siedzibą w Katowicach. Starania w sprawie założenia GKO trwały około roku. Dzięki determinacji Tadeusza Krotoskiego przyniosły efekt. Pomocne były również podjęte równolegle przez doc. dr hab. Kazimierza Czechowicza starania o założenie oddziału PTZool. w Katowicach. Katowicki Oddział PTZool. powstał w kwietniu 1981, a Tadeusz Krotoski został wybrany do jego zarządu. Było to o tyle istotne, że Koło Ornitologiczne mogło podlegać Zarządowi miejscowego Oddziału.
- 28 września 1981 w Katowicach, o godz. 16, w budynku Wydziału Biologii i Ochrony Środowiska przy ulicy Bankowej 9, w sali 213, odbyło się pierwsze konstytucyjne zebranie Katowickiego Koła Sekcji Ornitologicznej Polskiego Towarzystwa Zoologicznego.
- Dalszy rozwój Koła charakteryzował się tworzeniem w różnych okresach lokalnych grup roboczych, rybnickiej, gliwickiej, głównych miast Górnośląskiego Okręgu Przemysłowego, Lasów Pszczyńskich, Lasów Lublinieckich i Doliny Górnej Wisły.
- W dniach od 30 września do 1 października 1989 roku w Szymocicach odbyło się 50., jubileuszowe zebranie Koła, na którym wybrano logo stowarzyszenia, którym została hełmiatka.
- W 1994 roku – w ramach GKO powołano Ornitologiczną Grupę Roboczą Doliny Górnej Wisły „Czaplon”, zajmującą się badaniem ptaków w Dolinie Górnej Wisły, prowadząc swoje prace na obszarze około 1400 km².
- Obecnie logiem stowarzyszenia jest ślepowron.